# ساختمان جمشيد تشين (تشين)
ساختمان جمشید تشین (بالإنجليزية: Sakhteman-e Jamshid-e Chin)‏ هي منطقة سكنية تقع في إيران في كهكيلويه وبوير أحمد.